# Gigarcanum delcourti
Gigarcanum delcourti, dříve Hoplodactylus delcourti, je vyhynulý druh ještěra z čeledi gekonovitých.

## Popis a vzhled
Šlo o největšího gekona na světě. Byl téměř dvakrát větší než pagekon obří a gekon obrovský, kteří jsou největšími recentními zástupci této čeledi. Dosahoval celkové délky 60 cm, z toho ocas tvořil 23 cm. Měl velkou lebku, která tvořila 20 % celkové délky. Dochoval se pouze jediný exemplář uložený ve formaldehydu, který se nachází v Přírodopisném muzeu v Lille ve Francii.[zdroj?]
Druhové jméno delcourti odkazuje na muzejního pracovníka Alaina Delcourta, který našel spolu s dvěma kolegy Garthem Underwoodem a Anthony Russellem jediný exemplář v původním Přírodopisném muzeu v Marseille v roce 1986.[zdroj?]
Rodový název Gigarcanum je odvozen od slov gigas (obrovský) a arcanum (tajemný). U dochovaného exempláře nelze s jistotou určit, odkud přesně pochází.[zdroj?]

## Výskyt a vyhynutí
Tento obří druh obýval Novou Kaledonii a je příkladem tamního ostrovního gigantismu. Maorsky byl Gigarcanum delcourti známý jako kawekaweau. Dříve se předpokládalo, že obýval Nový Zéland, ale výzkumy DNA ukázaly, že pochází z Nové Kaledonie.[zdroj?] V roce 1870 řekl maorský náčelník (dle zprávy majora W. G. Maira z roku 1873), že zabil kawekaweau, kterého našel pod kůrou mrtvého stromu rātā v údolí Waimana v Te Urewera na Severním ostrově Nového Zélandu. Pravděpodobně však vyhynul v důsledku kolonizace Nové Kaledonie v 19. století.[zdroj?]

## Galerie

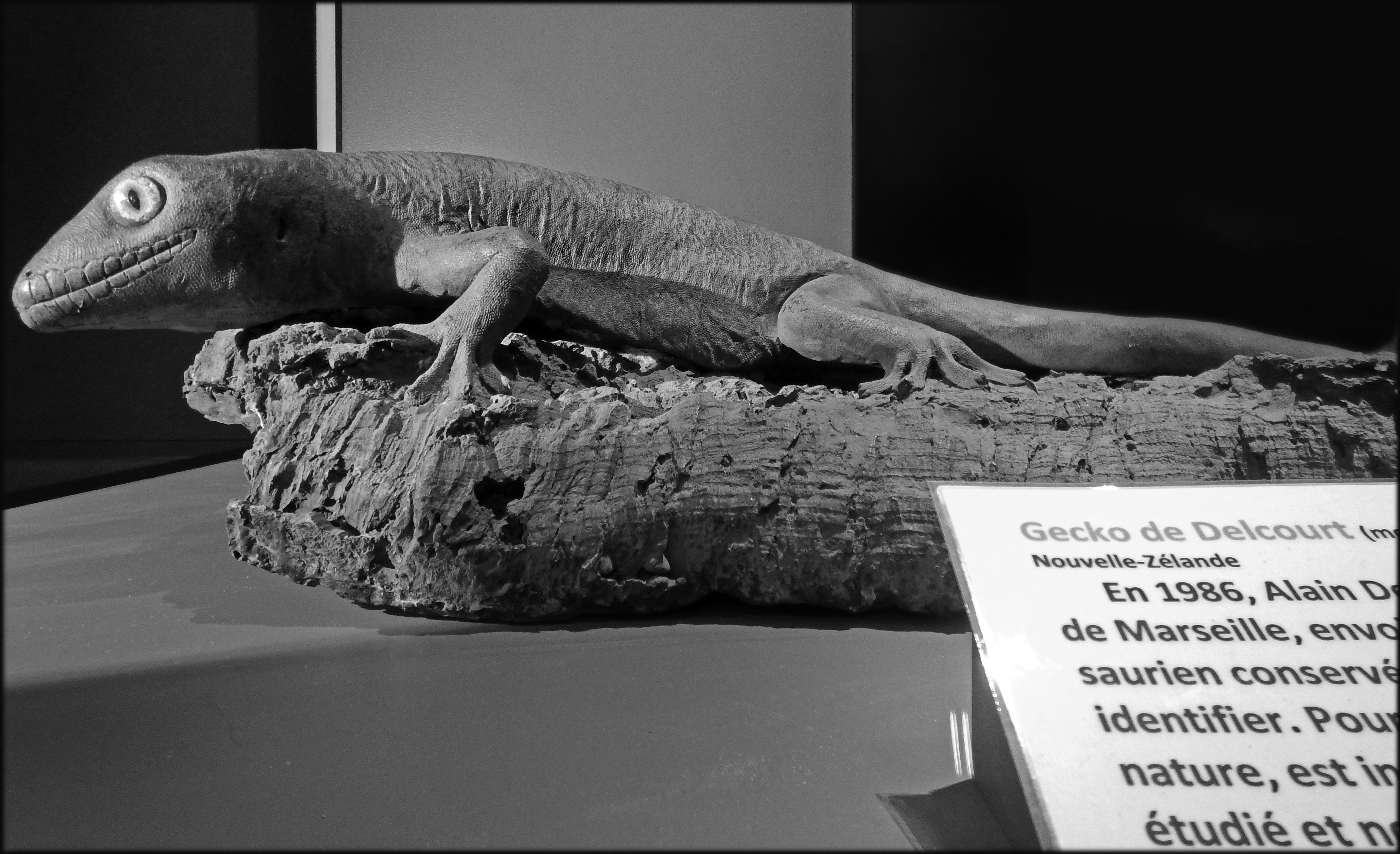
Černobílá fotografie exempláře s textem
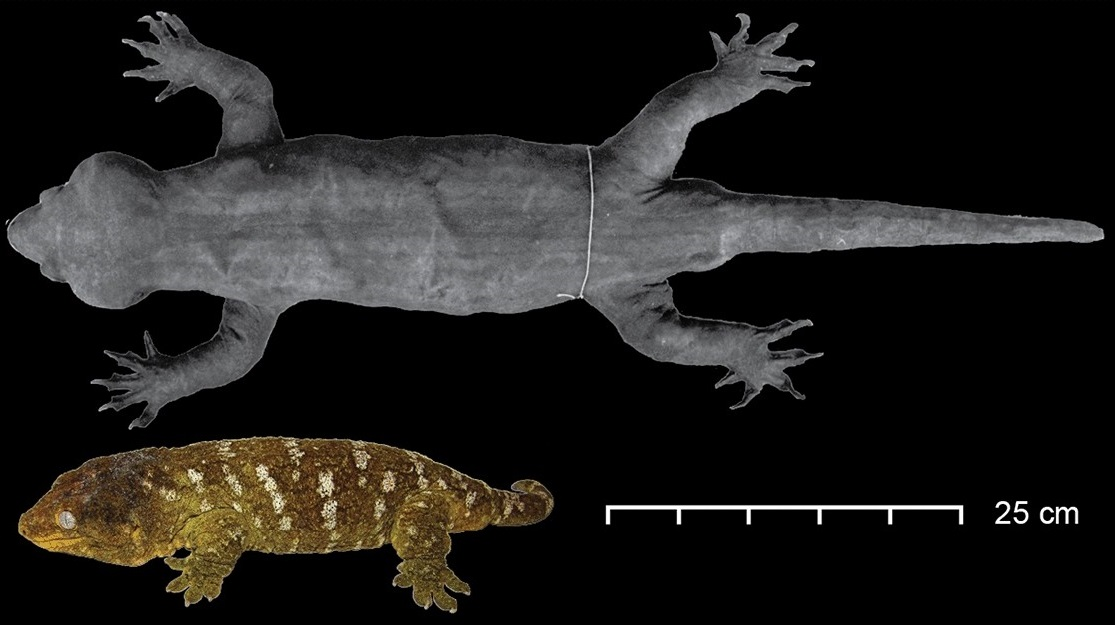
Porovnání velikosti gekona Gigarcanum s pagekonem obřím
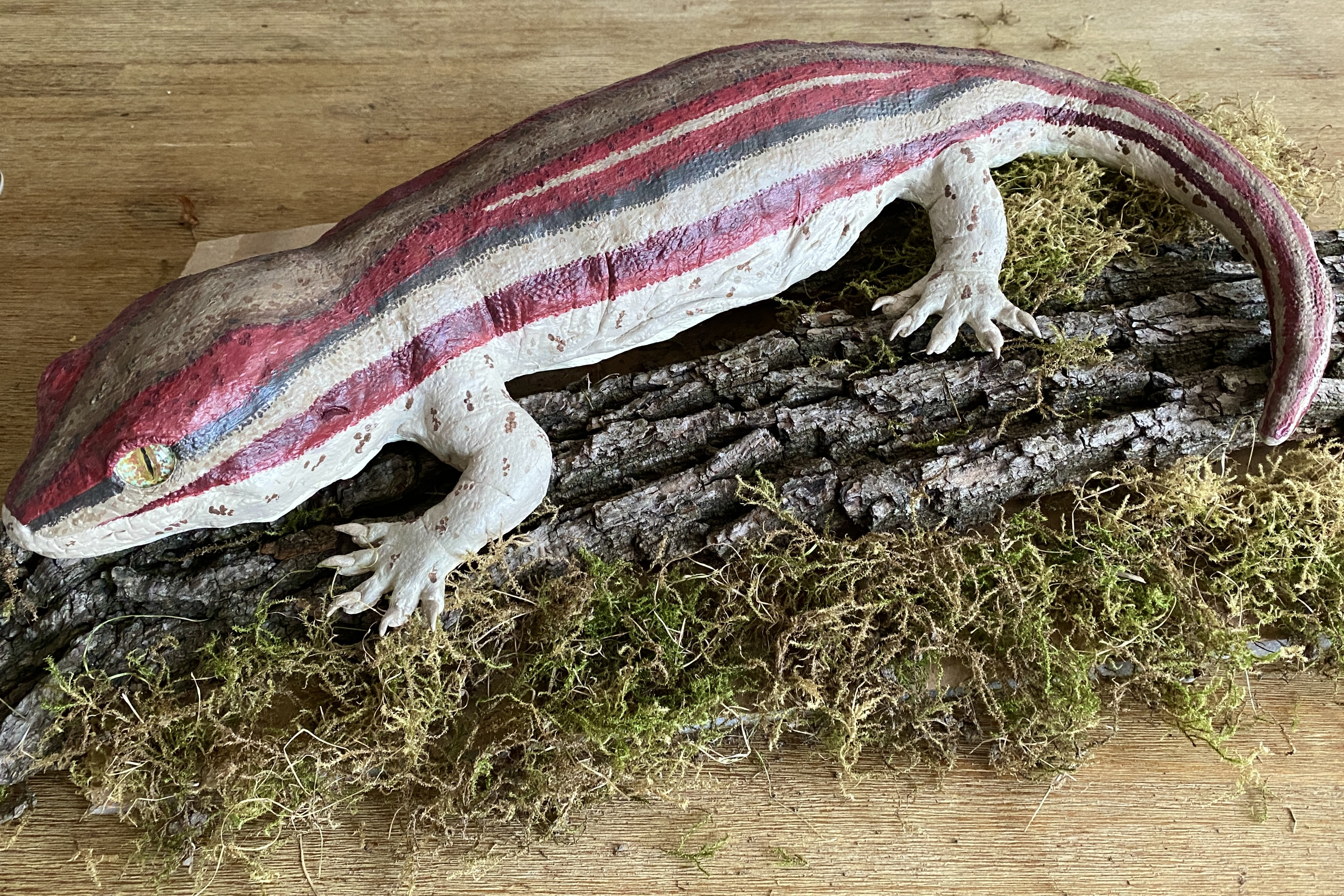
nová rekonstrukce vzhledu Gigarcanum delcourti